# پارام (هریس)
پارام یکی از روستاهای استان آذربایجان شرقی است که در دهستان بدوستان شرقی بخش مرکزی شهرستان هریس واقع شده‌است.در کتاب  وقف  نامه  ربع  رشیدی  نوشته  رشیدالدین  فضل  اله  همدانی  (قرن هفتم هجری) در ردیف شماره ۱۲۱ صورت موقوفات چنین آمده است:" قریه پرام سفلی از ناحیه بدوستان مذکور، حدودش متصل به اراضی قریه پرام علیا [مقصودلو] و به اراضی قریه سرایجق و به اراضی مزرعه شتران  و به تل سرخ کوز با جمیع لواحق و مضافات و منسوبات ومتعلقات."
دارای یک سد آبی در بالای روستا قرار دارد که برای کشاورزان منطقه مفید می باشد و باعث مهاجرت پرندگان آبی جدید در منطقه شده است.شغل ومنبع درآمد اکثر مردم این روستا به خاطرموقعیت مناسب وداشتن منبع آبی در بالا دست این روستا و زمین های حاصل خیز مستعد کشاورزی،دامپروری می باشد که اخیرا جهت صرفه جویی در آب مصرفی با همکاری اهالی،جهاد کشاورزی و آب وفاضلاب شهرستان زمین های آبی روستا به سیستم های آبیاری بارانی مجهز گردیده است.نا گفته نماند منبع درآمد و هنر اصلی اهالی روستای پارام فرش های نفیس دست بافی است که زبان زد نه تنها استان بلکه کشورنیزاست و به صورت مستقیم وغیرمستقیم به کشورهایی همچون آلمان،آمریکا،ایتالیا،اسپانیاوکشورهای حاشیه خلیج فارس صادرمیگرد‌این‌روستا‌علما‌ودانشمندان‌زیادی‌دارد‌من‌جمله‌حاج‌شیخ‌جعفر‌پارامی‌حاج‌میرزاقا‌پارامی‌فرامرز‌پارامی‌وهم‌چنین‌دکتر‌حسن‌پارامی‌ودکتر‌افشین‌قربانی‌نام‌برد.